# Harry Howell
Henry Vernon "Harry" Howell, född 28 december 1932 i Hamilton, Ontario, död 10 mars 2019 i Ancaster nära Hamilton, Ontario, var en kanadensisk professionell ishockeyspelare och ishockeytränare.

## Karriär

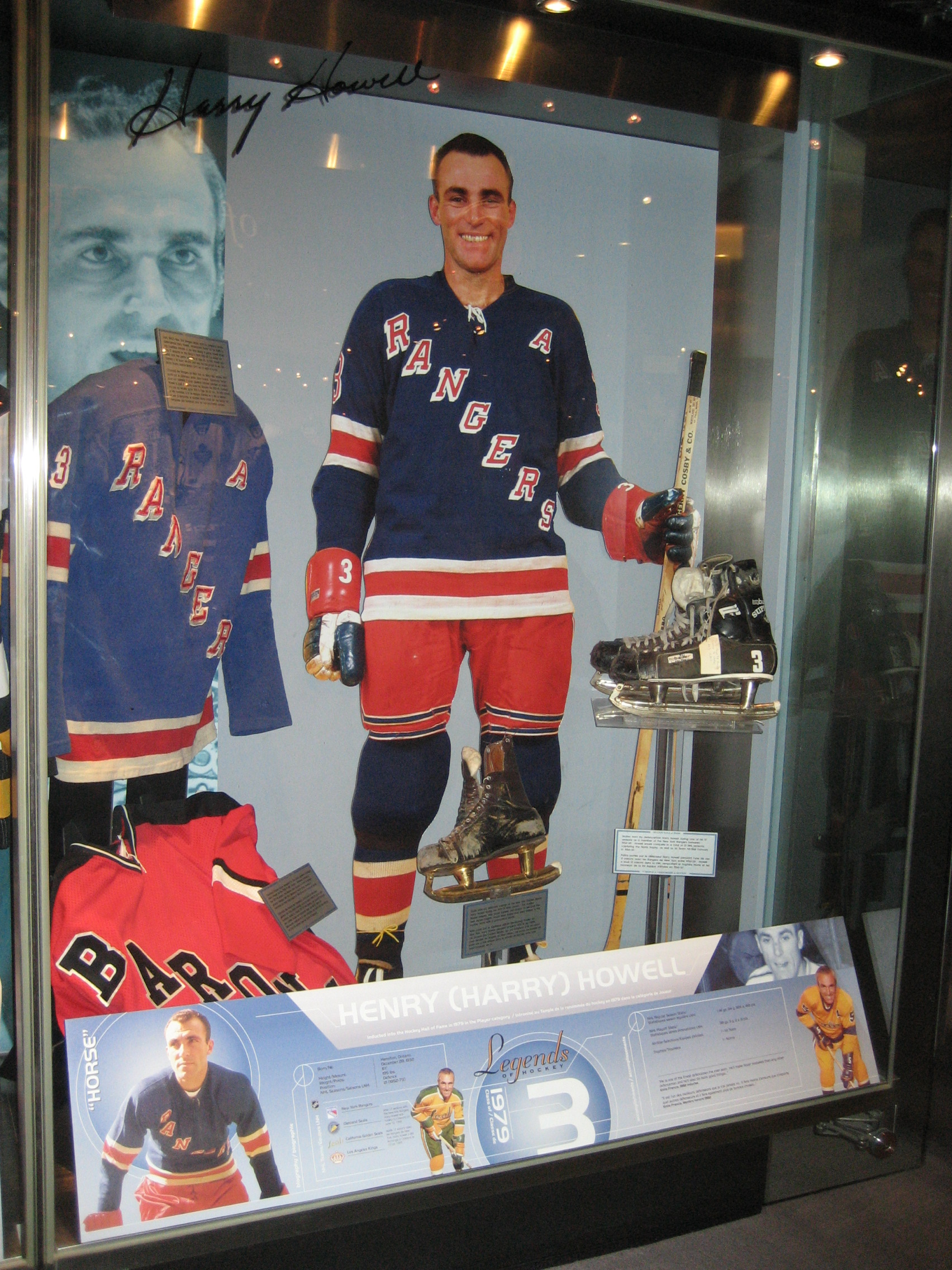
Harry Howell avbildad i Hockey Hall of Fame.

Harry Howell, som i första hand var en defensivt lagd back, spelade i NHL för New York Rangers, Oakland Seals, California Golden Seals och Los Angeles Kings åren 1952–1973. New York Rangers representerade han under 17 raka säsonger åren 1952–1969. Säsongen 1966–67 vann Howell Norris Trophy som ligans bästa back. De sju efterföljande säsongerna lade Bobby Orr beslag på samma trofé.
Från 1973 till 1976 spelade Howell i WHA för New York Golden Blades, New Jersey Knights, San Diego Mariners och Calgary Cowboys. Han var även tränare för Golden Blades, Knights och Mariners åren 1973–1975. NHL-säsongen 1978–79 tränade Howell Minnesota North Stars under 11 matcher.
1979 valdes Harry Howell in i Hockey Hall of Fame.

## Statistik
| 1951–52    | Guelph Biltmores            | OHA        | 51   | 17 | 20  | 37  | 0    | —  | — | — | — | —  |
| 1951–52    | Cincinnati Mohawks          | AHL        | 1    | 0  | 0   | 0   | 0    | —  | — | — | — | —  |
| 1952–53    | Guelph Biltmores            | OHA        | 5    | 2  | 2   | 4   | 0    | —  | — | — | — | —  |
| 1952–53    | New York Rangers            | NHL        | 67   | 3  | 8   | 11  | 46   | —  | — | — | — | —  |
| 1953–54    | New York Rangers            | NHL        | 67   | 7  | 9   | 16  | 58   | —  | — | — | — | —  |
| 1954–55    | New York Rangers            | NHL        | 70   | 2  | 14  | 16  | 87   | —  | — | — | — | —  |
| 1955–56    | New York Rangers            | NHL        | 70   | 3  | 15  | 18  | 77   | 5  | 0 | 1 | 1 | 4  |
| 1956–57    | New York Rangers            | NHL        | 65   | 2  | 10  | 12  | 70   | 5  | 1 | 0 | 1 | 6  |
| 1957–58    | New York Rangers            | NHL        | 70   | 4  | 7   | 11  | 62   | 6  | 1 | 0 | 1 | 8  |
| 1958–59    | New York Rangers            | NHL        | 70   | 4  | 10  | 14  | 101  | —  | — | — | — | —  |
| 1959–60    | New York Rangers            | NHL        | 67   | 7  | 6   | 13  | 58   | —  | — | — | — | —  |
| 1960–61    | New York Rangers            | NHL        | 70   | 7  | 10  | 17  | 62   | —  | — | — | — | —  |
| 1961–62    | New York Rangers            | NHL        | 66   | 6  | 15  | 21  | 89   | 6  | 0 | 1 | 1 | 8  |
| 1962–63    | New York Rangers            | NHL        | 70   | 5  | 20  | 25  | 55   | —  | — | — | — | —  |
| 1963–64    | New York Rangers            | NHL        | 70   | 5  | 31  | 36  | 75   | —  | — | — | — | —  |
| 1964–65    | New York Rangers            | NHL        | 68   | 2  | 20  | 22  | 63   | —  | — | — | — | —  |
| 1965–66    | New York Rangers            | NHL        | 70   | 4  | 29  | 33  | 92   | —  | — | — | — | —  |
| 1966–67    | New York Rangers            | NHL        | 70   | 12 | 28  | 40  | 54   | 4  | 0 | 0 | 0 | 4  |
| 1967–68    | New York Rangers            | NHL        | 74   | 5  | 24  | 29  | 62   | 6  | 1 | 0 | 1 | 0  |
| 1968–69    | New York Rangers            | NHL        | 56   | 4  | 7   | 11  | 36   | 2  | 0 | 0 | 0 | 0  |
| 1969–70    | Oakland Seals               | NHL        | 55   | 4  | 16  | 20  | 52   | 4  | 0 | 1 | 1 | 2  |
| 1970–71    | California Golden Seals     | NHL        | 28   | 0  | 9   | 9   | 14   | —  | — | — | — | —  |
| 1970–71    | Los Angeles Kings           | NHL        | 18   | 3  | 8   | 11  | 4    | —  | — | — | — | —  |
| 1971–72    | Los Angeles Kings           | NHL        | 77   | 1  | 17  | 18  | 53   | —  | — | — | — | —  |
| 1972–73    | Los Angeles Kings           | NHL        | 73   | 4  | 11  | 15  | 28   | —  | — | — | — | —  |
| 1973–74    | NY Golden Blades–NJ Knights | WHA        | 65   | 3  | 23  | 26  | 24   | —  | — | — | — | —  |
| 1974–75    | San Diego Mariners          | WHA        | 74   | 4  | 10  | 14  | 28   | 5  | 1 | 0 | 1 | 10 |
| 1975–76    | Calgary Cowboys             | WHA        | 31   | 0  | 3   | 3   | 6    | 2  | 0 | 0 | 0 | 2  |
| NHL totalt | NHL totalt                  | NHL totalt | 1411 | 94 | 324 | 418 | 1298 | 38 | 3 | 3 | 6 | 32 |

## Meriter
- Norris Trophy – 1966–67
- NHL First All-Star Team – 1966–67